# Svetozar Borojević
Svetozar Borojević von Bojna (Umetići, Horvátország, 1856. december 13. – Klagenfurt, 1920. május 23.) az Osztrák–Magyar Monarchia egyik katonai vezetője az első világháború alatt. Sikeresen védekezett a többszörös orosz túlerővel szemben a keleti fronton, majd az Isonzó-hadsereg parancsnokaként az olasz haderővel szemben, az olasz fronton is. Parancsnoki teljesítményéért az „Isonzo Oroszlánja” becenevet kapta. Az első nem német származású tábornagy (Feldmarschall) az Osztrák–Magyar Monarchiában.

## Katonai pályafutásának kezdete
Boroević horvát ortodox családban született Horvátországban, a Kostajnica városhoz közeli Umetići faluban. Az általános iskola elvégzése után Kamancra, majd Grazba költözött, ahol katonai tudományokat tanult. Boroević belépett a hadseregbe, ahol gyorsan emelkedett a ranglétrán, 1872-ben tizedes, 1875-ben hadnagyi rangot szerzett. Bosznia-Hercegovina okkupációjakor kiemelkedő érdemeket szerzett.
1887 és 1891 között az újoncok kiképzésével foglalkozott, egészen 1892-ig, amikor őrnagy rangot kapott. 1897-ben ezredesi rangot szerzett, majd kinevezték a 7. hadsereg parancsnoki testületébe 1898-ban. Ezt a tisztségét egészen 1904 februárjáig látta el.
1889-ben megházasodott, 1905-ben elnyerte a von Bojna nemesi címet. 1912 áprilisában megbízták a 6. hadsereg parancsnoki tisztségével.

## Az I. világháború kezdete
A háború kitörésekor a 6. hadsereg parancsnokaként, a keleti fronton állomásozott. 1914 szeptemberében megkapta a 3. hadsereg parancsnokságát (a 6. hadsereget a szerbiai frontra vezényelték, vezetését Potiorek táborszernagy vette át). Októberben csapataival felszabadította az ostromlott przemyśli erődöt. A győzelem azonban megkésett, az orosz csapatok gyors előrenyomulása miatt Boroević 3. hadserege visszavonulásra kényszerült Limanowa környékére, a Duklai havasokhoz. Az egyre erősödő orosz csapások a 3. hadsereget megtörték, az oroszok 1915 márciusában terveket készítettek elő Magyarország elfoglalására. Boroević szorongatott hadseregét csak német csapatokkal sikerült megerősíteni. 1915 májusában a sikeres gorlicei áttörés után az orosz betörés lehetőségének veszélye az Osztrák–Magyar Monarchia területére egy időre elhárult.

## Az olasz fronton
Boroevićet 1915. május 25-én az olasz frontra irányítottak át, miután Olaszország 1915. május 23-án hadat üzent az Osztrák–Magyar Monarchiának. Átvette a keletről az Isonzóhoz irányított 5. hadsereg irányítását, és megkezdte az Isonzó mentén egy védelmi zóna kiépítését. Boroević sikeresen feltartóztatott 11 olasz támadást, mely az isonzói frontvonal áttörését célozta volna. Eredményesen használta ki a hegyvidéki terep adottságait. A többszörös túlerővel rendelkező olasz csapatok a Monarchia gyengébben felszerelt csapatai ellen sem tudtak stratégiai győzelmet kivívni, és ez főképp az ő katonai tudásának volt köszönhető. Boroevićet, miután sikeresen védekezett a XI. isonzói csata során, így visszaverve az olasz támadást, az Osztrák–Magyar Monarchiában az „Isonzó lovagja” címmel tüntették ki, a katonái pedig „a mi Svetónk”-ként (Naš Sveto) nevezték el.
1917. augusztus 23-án kinevezték az olasz front általános parancsnokának, majd 1918. február 1-jén tábornagyi rangot kapott. Számos kitüntetést kapott élete során, így a Katonai Mária Terézia-rend (MMThO) és a Pour le Mérite megtisztelő cím birtokosa is volt.

## A háború után
Miután a monarchiabeli csapatok 1918-ban a Piavénál vereséget szenvedtek, az antant előretörő csapatai visszafoglalták a központi hatalmak 1917-es caporettói áttörése során elfoglalt olasz területeket. 1918 novemberében, a Monarchia széthullása után Boroević visszavonult a hadseregtől. Felajánlotta szolgálatait Belgrádban a formális horvát állam képviselőinek, de nem üdvözölte az új állam: a Szerb–Horvát–Szlovén Királyság létrejöttét, így Ausztriába költözött. Egy Klagenfurti kórházban halt meg 1920-ban. Testét Bécsbe szállították, ahol katonai tiszteletadással temették el.

## Lásd még
- Isonzói csaták
- Olasz front

## Kapcsolódó információk
- Oskar von Hofmann – Gustav von Hubka.szerk.: Dr. Carl Freiherr von Bardolff: Der Militär-Maria Theresien-Orden. Die Auszeichnungen im Weltkrieg 1914-1918. (A Katonai Mária Terézia-rend. Kitüntetések a világháború alatt) (német nyelven). Wien: Verlag Militärwissenschaftliche Mitteilungen (1943/1944)
- Jörg C. Steiner. Schematismus der Generäle und Obersten der k.u.k. Armee, Stand 31.12.1918 (A császári és királyi hadsereg tábornokainak és ezredeseinek névjegyzéke, 1918. dec. 12-ei állapot (német nyelven). Wien: Edition S & M (1992). ISBN 3-901215-01-8
- Austro-Hungarian Army – Field Marshal Svetozar Boroevic von Bojna (angol nyelven). austro-hungarian-army.co.uk. (Hozzáférés: 2025. július 17.)